# Feichten an der Alz
Feichten an der Alz este o comună din districtul Altötting, landul Bavaria, Germania.